# The Ultimate Fighter 25 Finale
The Ultimate Fighter 25 Finale var en MMA-gala som arrangerades av Ultimate Fighting Championship och ägde rum 7 juli 2017 i Las Vegas i USA.